# Lodewijk Allyncbrood

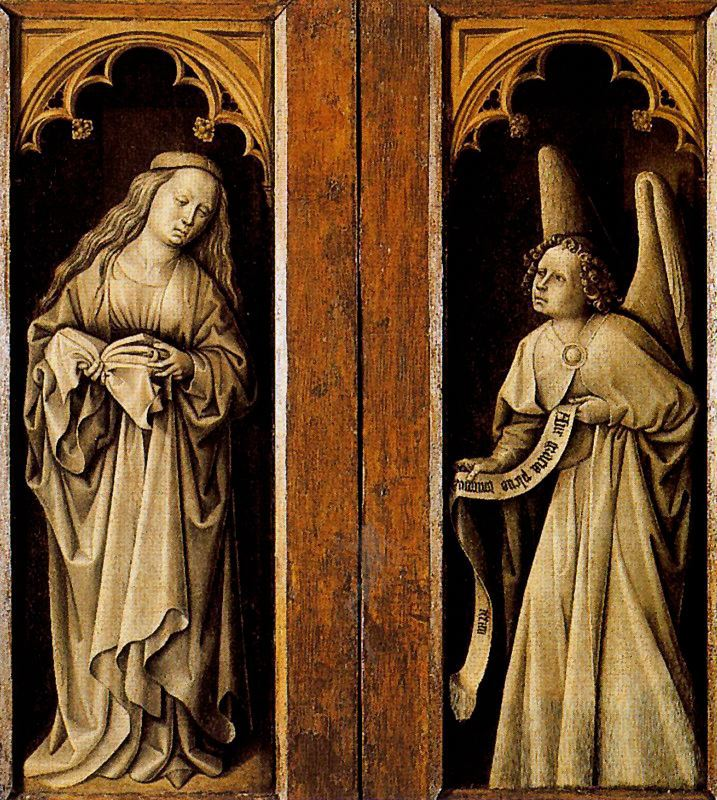
Annunciatie, ca. 1440 (buitenzijde van de triptiek met scènes uit het leven van Christus), Museo Nacional del Prado

Lodewijk Allyncbrood (Brugge, ca. 1400 – Valencia, 1460/1463) ook bekend als Luís Alimbrot was een Vlaams kunstschilder die actief was in Brugge tussen 1432 en 1437 en daarna in Valencia tot aan zijn overlijden.
Lodewijk Allyncbrood was lid van het Sint-Lucasgilde in Brugge van 1432 tot 1437. In 1436-1437 was hij vinder van het gilde. Hij week uit naar Catalonië na 1437, waarschijnlijk omwille van de opstand van de Brugse ambachten tegen Filips de Goede omstreeks die tijd. Lodewijk had een zoon Joris die ook schilderde en in 1459/1460 ingeschreven was in het Brugse Sint-Lucasgilde.

## Werken
Het bekendste werk dat aan hem wordt toegeschreven is een triptiek, getiteld Scènes uit het leven van Christus. Dit werk was een keerpunt in de schilderstijl in Valencia in de 15e eeuw. Het bracht de stijl van Jan van Eyck naar het Iberisch Schiereiland, waar hij een zeer snelle verspreiding kende. Het zou oorspronkelijk geschilderd zijn voor het Monasterio de la Encarnación in Valencia. 
De kunsthistorici van het Prado in Madrid denken er enigszins anders over. Zij schrijven het werk toe aan de meester van de Collins getijden, een miniaturist die actief was in Amiens in de vroege jaren 1440. De voor de triptiek gebruikte houten panelen zijn trouwens typisch Vlaams, gemaakt uit Baltische eik, materiaal dat in Vlaanderen algemeen gebruikt werd maar in Spanje nooit, en met de Vlaamse constructiemethodes. Het werk zou dus duidelijk niet in Valencia gemaakt zijn, maar wel in Vlaanderen waarschijnlijk in opdracht van Eximén Pérez de Corella, een generaal van Alfons V van Aragón, wiens wapenschild  op het werk is geïdentificeerd.
- Biografisch Portaal: 43967925
- Gemeinsame Normdatei: 1079695575
- RKD-Nederlands Instituut voor Kunstgeschiedenis: 427132
- Union List of Artist Names: 500036272
- Virtual International Authority File: 95907822